# Раздольненский поселковый совет
Раздольненский поселковый совет (укр. Роздольненська селищна рада, крымскотат. Aqşeyh qasaba şurası) — согласно законодательству Украины — административно-территориальная единица в Раздольненском районе Автономной Республики Крым.
Население по переписи 2001 года — 8163 человек.
К 2014 году состоял из 1 пгт Раздольное.

## История
В начале 1920-х годов в составе Бакальского района был образован Ак-Шеихский сельсовет. 11 октября 1923 года, согласно постановлению ВЦИК, в административное деление Крымской АССР были внесены изменения, в результате которых Бакальский район был упразднён и село вошло в состав Евпаторийского района. Согласно Списку населённых пунктов Крымской АССР по Всесоюзной переписи 17 декабря 1926 года в состав Ак-Шеихского сельсовета входило 20 населённых пунктов с населением 1893 человека:
Постановлением ВЦИК РСФСР от 30 октября 1930 года был создан Ишуньский район, уже как национальный украинский и совет включили в его состав. После создания в 1935 году Ак-Шеихского района (переименованного в 1944 году в Раздольненский) — в состав нового.
Указом Президиума от 21 августа 1945 года и Ак-Шеихский сельсовет был переименован в Раздольненский сельский совет. С 25 июня 1946 года сельсовет в составе Крымской области РСФСР. 26 апреля 1954 года Крымская область была передана из состава РСФСР в состав УССР. На 15 июня 1960 года в составе совета числились населённые пункты:

| - Бабушкино - Быково - Кропоткино - Микулино 1-е - Микулино 2-е | - Новое - Портовое - Раздольное - Червоное - Чернышёво |

В том же году Раздольному был присвоен статус посёлка городского типа и сельский совет преобразовали в Раздольненский поселковый совет.
Указом Президиума Верховного Совета УССР «Об укрупнении сельских районов Крымской области», от 30 декабря 1962 года Раздольненский район упразднили и совет присоединили к Черноморскому. 1 января 1965 года, указом Президиума ВС УССР «О внесении изменений в административное районирование УССР — по Крымской области», был восстановлен Раздольненский район и сельсовет вновь в его составе. К 1 января 1968 года в составе поссовета уже числился единственный населённый пункт.
С 12 февраля 1991 года сельсовет в восстановленной Крымской АССР, 26 февраля 1992 года переименованной в Автономную Республику Крым. С 21 марта 2014 года в составе Крыма аннексирован Россией. Законом «Об установлении границ муниципальных образований и статусе муниципальных образований в Республике Крым» от 4 июня 2014 года территория административной единицы была объявлена муниципальным образованием со статусом сельского поселения.